# Живко Янкуловски
Живко Янкуловски (на македонска литературна норма: Живко Јанкуловски) е северномакедонски политик, ресорен вицепремиер на земеделието и образованието в правителството на Никола Груевски от НСДП и заместник-председател на НСДП.

## Биография
Янкуловски е роден на 3 февруари 1956 година в село Алданци, тогава във Федеративна народна република Югославия, днес в Северна Македония. Завършил е Земеделския факултет на Скопския университет. Впоследствие специализира във Франция и САЩ в областта на полевъдството. Живко Янкуловски е доктор на земеделските науки.
Години наред работи в областта на земеделието в Битоля, преподавател е във Висшето земеделско училище при Битолския университет „Свети Климент Охридски“, преподавател по растениевъдство и хранителни технологии в Биотехнологичния факултет и Техническият факултет на Битолския университет, заместник-декан по финансовата и учебната част на Факултета за биотехнологични науки, депутат в Събранието на Северна Македония в периода 1994 - 1998 година.